# ユダヤ民族基金

ユダヤ国家基金のロゴ

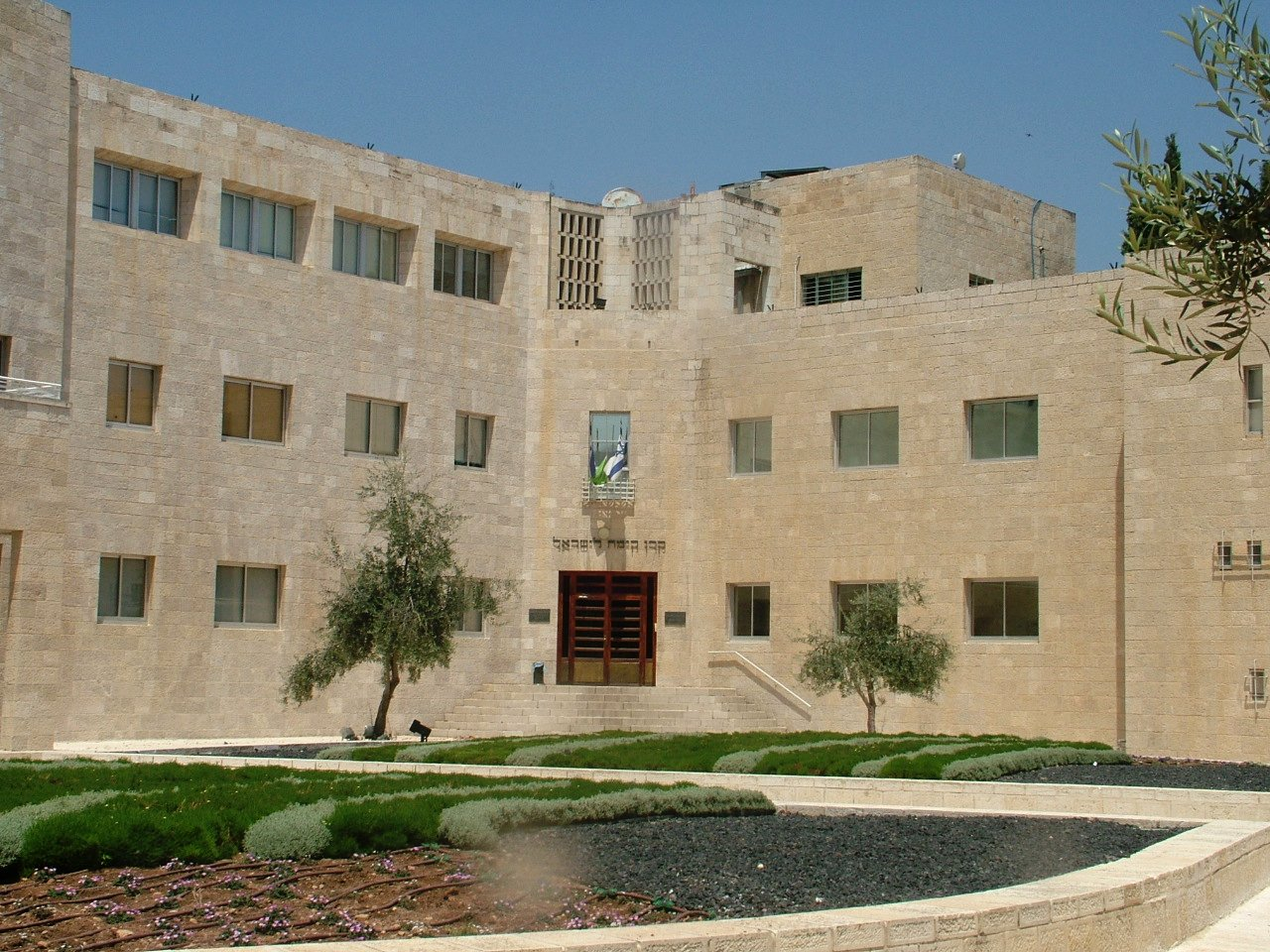
ユダヤ人国民基金本部（エルサレム）

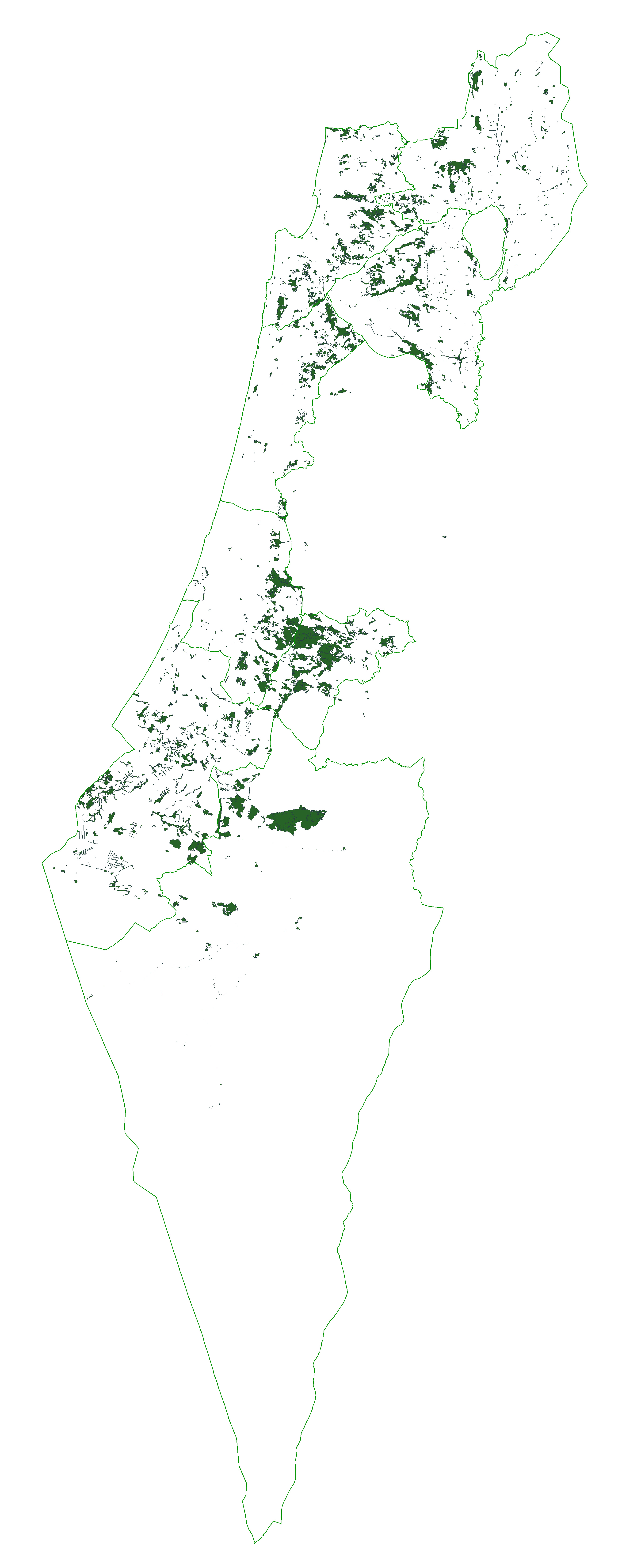
ユダヤ国家基金によるイスラエルの植林地図

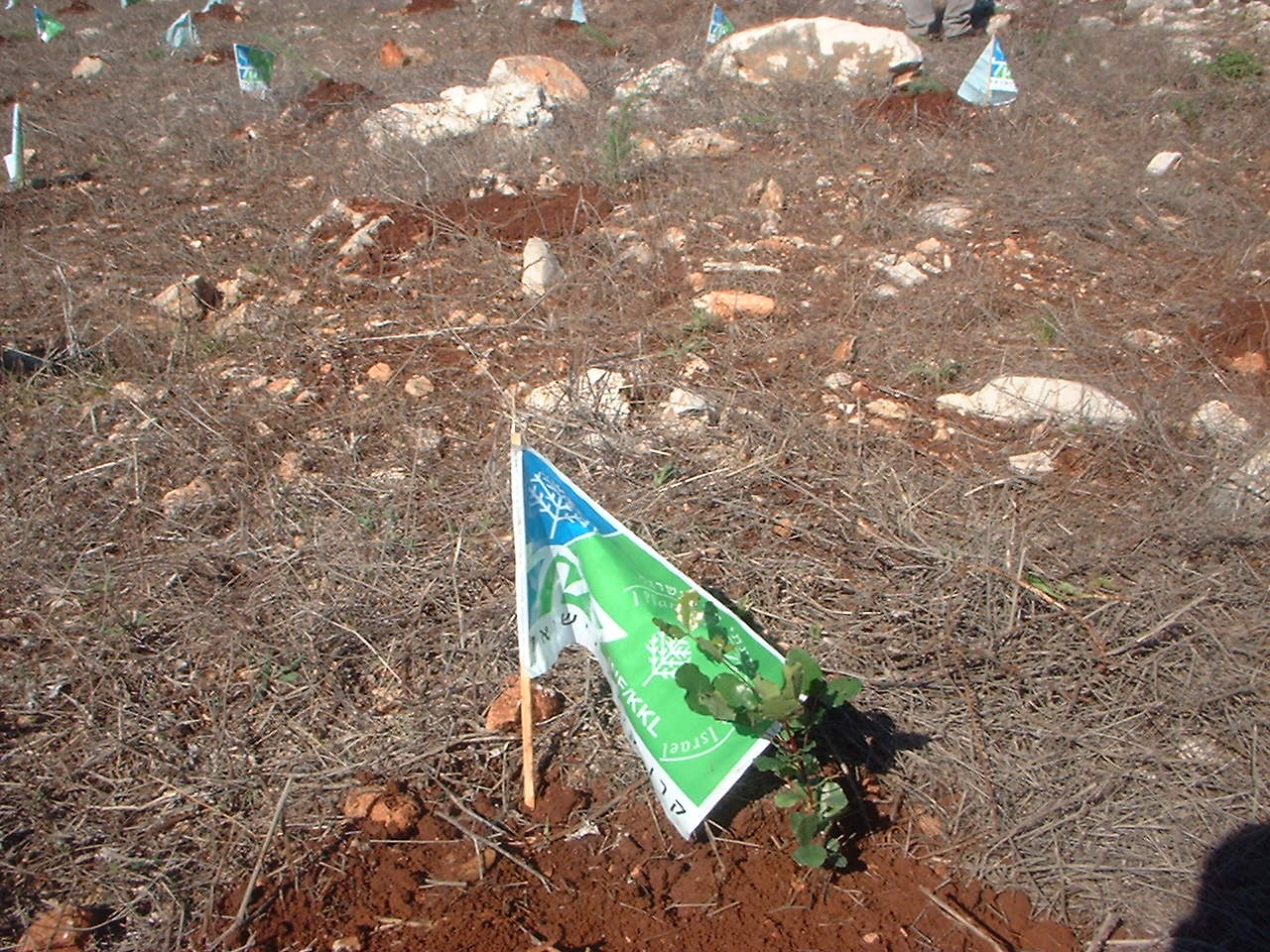
ユダヤ人国家基金が最近植林した苗木

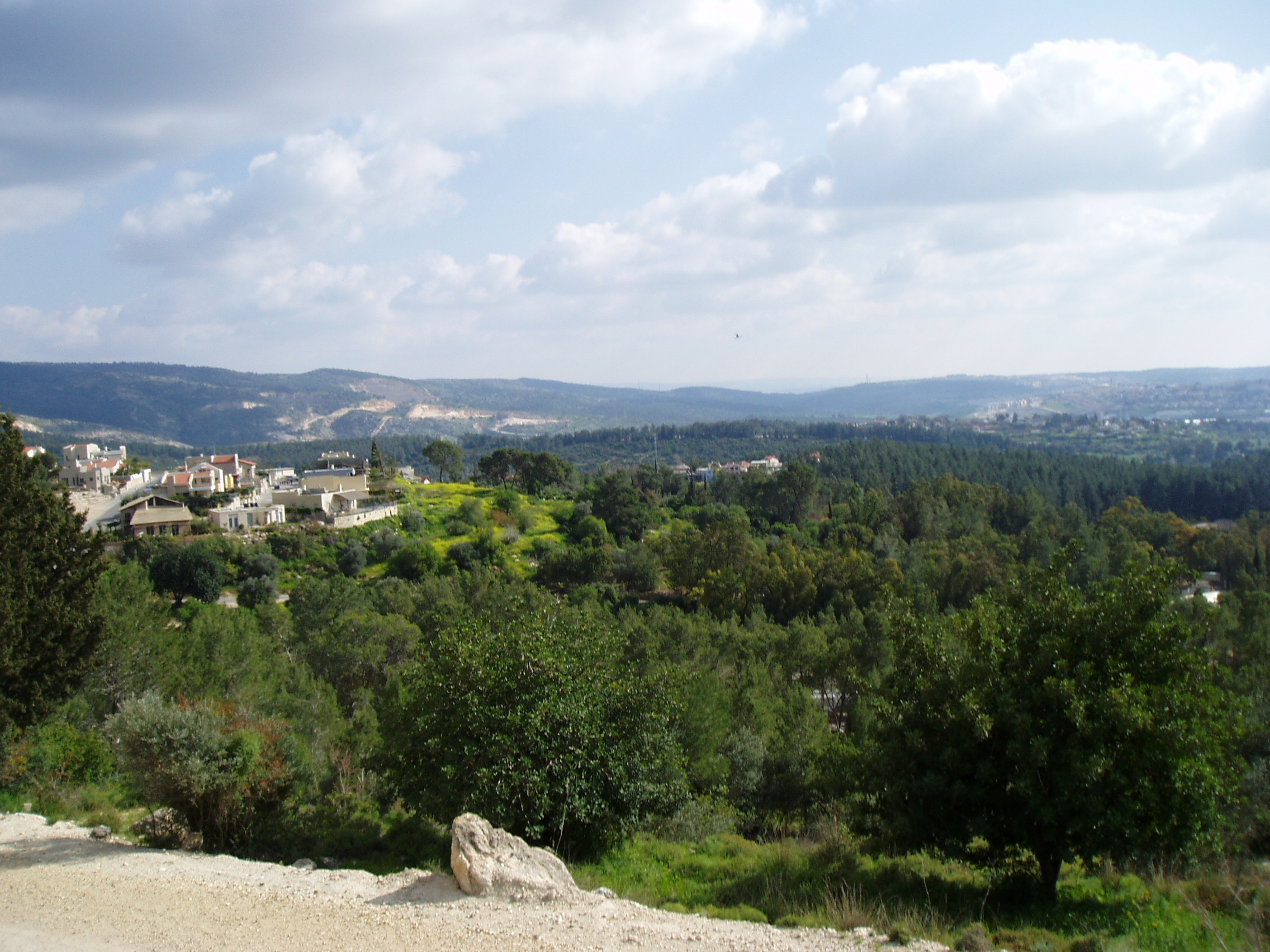
ユダヤ人国家基金が植林したエシュタオルの森

ユダヤ民族基金（ユダヤみんぞくききん、英語: Jewish National Fund）は英語略称がJNFで、土地を購入し開発するために1901年に設立された非営利組織である。オスマン帝国のシリア（後のイギリス委任統治領パレスチナ）とその後イスラエル・パレスチナ領域で土地を得て開発し、2007年までにはイスラエルの総土地の13%を所有していた。JNFは、設立以来イスラエルに2億4000万本以上の木を植えてきたと述べている。また、180のダムと貯水池を建設し、1,000平方キロメートルの土地を開発し、1,000以上の公園を設立したとしている。
その実態はアラブ人から買い取った土地に木を植えることによって土地を使えなくして難民化したアラブ人が将来的に帰ってきたとしても住めないようにすることだったとされている。
ヘブライ語名称「ケレン・カイメット・レイスラエル」（Keren Kaymet LeIsrael）は「ミシュナー」に由来し、善行の報いはこの世で享受するが、おもな報いはあの世で享受できるとするものと説明しているが、直接は「イスラエルを再建設するための基金」の意味。
2002年に、JNFは社会とイスラエル国への設立以来の功績と特別な貢献に対してイスラエル賞を受賞した。

## 参照項目
- イスラエル賞受賞者リスト（List of Israel Prize recipients）